# Ladybank
Ladybank ist eine Ortschaft in der schottischen Council Area Fife. Sie liegt jeweils rund 18 Kilometer nördlich von Kirkcaldy beziehungsweise westlich von St Andrews in der Region Howe of Fife nahe dem linken Ufer des Eden.

## Geschichte
In einem ehemaligen Moor gelegen, spiegeln die ehemaligen Ortsbezeichnungen Moss of Monegae und Our Lady’s Bog („Moor Unserer Lieben Frau“) die Lage der Ortschaft wider. Die religiöse Beziehung rührt von den Mönchen der Lindores Abbey her, die dort Torf abbauten. Nachdem das Moor im Laufe des 18. Jahrhunderts entwässert worden war, wurde der Name später von Lady’s Bog in das wohlklingendere Ladybank überführt. 1878 wurde Ladybank in den Stand eines Burghs gesetzt und entwickelte sich mit der Tuch- und Malzherstellung. Am Ort eines Kriegsgefangenenlagers des Zweiten Weltkriegs befindet sich heute ein Golfplatz.

## Verkehr
Die A92 (Dunfermline–Stonehaven) passiert Ladybank an der Westflanke. Für die Ortsentwicklung bedeutend war die Errichtung des Bahnhofs Ladybank im Jahre 1847. Die Edinburgh and Northern Railway eröffnete den ehemaligen Trennungsbahnhof entlang der Bahnstrecke Edinburgh–Dundee. Er wird bis heute betrieben und ist als Denkmal der höchsten schottischen Denkmalkategorie A klassifiziert.